# Venus 90
Venus 90 är en svensk långfilm från 1988 i regi av Jösta Hagelbäck. Den är inspelad i Degeberga, Skåne och Stockholm med omnejd.

## Rollista
- Per Mattsson - Christer, regissör, "hjälten"
- Tomas Norström - Kenneth, ljudteknikern
- Peter Haber - fotografen
- Jan Danielson - Danielson, fågelexpert
- Per Oscarsson - Erlandson, "Vraket", vetenskapsman
- Percy Brandt - Erwin, professor
- Harvey Cropper - Agir, Erwins kollega
- Annmari Kastrup - Mona Andersson/Venus
- Ann-Sofie Kylin - exfrun
- Björn Carlgren - journalist med vit tröja vid presskonferensen
- Jörgen Cederberg - skäggig journalist vid presskonferensen
- Lars Lind	- programledare i TV
- Peter Ortman - trubaduren
- Peter Andersson - Peter O.
- Peter Dalle - hackern
- Peder Falk - säkerhetschef vid Perfecturum
- Anne-Li Norberg - receptionist vid Perfecturum
- Gert Fylking - dumpare
- Jösta Hagelbäck - dumpare/speaker
- Ulla Sjöblom - hyresvärdinnan
- Anders Näslund - skådespelare vid NOKA-teatern
- Gustav Levin - skådespelare vid NOKA-teatern
- Torsten Wahlund - civilpolis som stoppar teaterföreställning
- Johan Versteegh - torped
- Håkan Bjerking - torped
- Jörgen Andersson	- mc-polis
- Anders Beckman - polis vid vägspärr
- Ulf Brunnberg - "gangstern"
- Sven-Åke Wahlström - ljushårig vakt vid Perfecturum
- Stig Torstensson - gråhårig vakt vid Perfecturum
- Mona Lundqvist - nunnan vid dårhuset
- Bengt Bylund - radioröst

### Fotnoter
1. ↑  ”Venus 90”. Svensk Filmdatabas. http://www.sfi.se/sv/svensk-filmdatabas/Item/?itemid=16020&type=MOVIE&iv=Basic. Läst 5 augusti 2012.